# Fontana del Prigione
Fontana del Prigione är en fontän vid Via Goffredo Mameli i Trastevere i Rom. Fontänen formgavs av arkitekten Domenico Fontana och uppfördes mellan 1585 och 1590. Fontänen förses med vatten från Acqua Felice. Namnet prigione ("fängelse") kommer av att det i fontänens nisch tidigare fanns en skulptur föreställande en fjättrad fånge.
Fontänen beställdes av påve Sixtus V för dennes Villa Montalto Peretti. Denna villa revs i slutet av 1800-talet för att ge plats åt moderna bostadskvarter samt Stazione Termini. Fontänen nedmonterades 1888 och ställdes i ett förråd. I mitten av 1890-talet återuppfördes den vid Via Genova i det nybyggda området, men på 1920-talet nedmonterades den igen, då Palazzo del Viminale uppfördes. Fontänen flyttades 1923 till sin nuvarande plats vid Via Goffredo Mameli nedanför Gianicolo i västra Trastevere.